# Жолимбетська селищна адміністрація
Жолимбе́тська селищна адміністрація (каз. Жолымбет кенттік әкімдігі, рос. Жолымбетская поселковая администрация) — адміністративна одиниця у складі Шортандинського району Акмолинської області Казахстану. Адміністративний центр та єдиний населений пункт — селище Жолимбет.
Населення — 4011 осіб (2021; 4258 у 2009, 5218 у 1999, 7514 у 1989).